# Murcijski nacionalizam
Murcijski nacionalizam ili murcianizam (španjolski: Nacionalismo murciano ili Murcianismo) politička je ideologija kojoj je cilj oblikovati nacionalnu svijest regije Murcije i izboriti se za njenu samostalnost od Španjolske.
Murcianisti smatraju da se Murcia povijesno, kulturno i jezično razlikuje od drugih dijelova Španjolske. U prošlosti je zaista postojala Kraljevina Murcia, iako je bila samo samoupravni protektorat Kraljevine Kastilije, dakle nije bila prava samostalna država.
Drugi razlog murcianista za odcjepljenje je što govore jezik koji nije jednak španjolskom (kastiljanskom) jeziku. Današnje je murcijsko narječje mješavina španjolskog, aragonskog i valencijsko-katalonskog jezika. Budući da je taj dijalekt od 14. stoljeća pod jakim kastiljanskim jezičnim utjecajem, lingvisti i dijalektolozi ga smatraju španjolskim dijalektom.
No, murcianisti smatraju da govore čistim murcijskim jezikom u planinskom lancu Carche (El Carxe, sjeveroistok Murcije) te stoga predlažu standardizaciju ovog govora. Lingvisti smatraju da je to murcijsko narječje valencijskog katalonskog jezika.
Murcia je 1978. godine dobila autonomiju od španjolske vlade. Od tada djeluju regionalne političke stranke koje zastupaju murcianizam, no one nisu ostvarile značajne rezultate na lokalnim izborima jer murcianizam ima mali broj pristaša. 

## Vanjske poveznice
- Pannacionalismo murciano, huertanos batasunos y ciencia ficción política en la obra de Magius: “Apa Murcia Libre”